# Portugal op de Olympische Zomerspelen 1992
Portugal nam deel aan de Olympische Zomerspelen 1992 in Barcelona, Spanje. Er werden geen medailles gewonnen.

## Deelnemers en resultaten

### Atletiek
| Olympiër                                                 | Onderdeel                | Resultaat | Prestatie                                                |
| -------------------------------------------------------- | ------------------------ | --------- | -------------------------------------------------------- |
| António Abrantes                                         | 800m (m)                 | 40e       | serie 7: 5de in 1.50,89                                  |
| Mário Silva                                              | 1500m (m)                | 14e       | serie 2: 3de in 3.38,57 halve finale 2: 9de in 3.38,09   |
| Domingos Castro                                          | 5000m (m)                | 11e       | serie 3: 5de in 13.24,57 finale: 11de in 13.38,08        |
| Carlos Monteiro                                          | 5000m (m)                | 35e       | serie 4: 10de in 14.00,53                                |
| Raimundo Santos                                          | 5000m (m)                | 27e       | serie 2: 7de in 13.48,06                                 |
| Domingos Castro                                          | 10000m (m)               | DNF       | serie 1: niet gefinisht                                  |
| Fernando Cuoto                                           | 10000m (m)               | 33e       | serie 2: 15de in 29.20,06                                |
| Pedro Rodrigues                                          | 400m horden (m)          | 21e       | serie 3: 5de in 49,46                                    |
| João Junqueira                                           | 3000m steeplechase (m)   | 21e       | serie 3: 8ste in 8.32,68 halve finale 1: 10de in 8.39,17 |
| Luís Cunha Pedro Curvelo Luís Barroso Pedro Agostinho    | 4x100m (m)               | 18e       | serie 2: 5de in 40,30                                    |
| José Mendes Pedro Rodrigues Álvaro Silva Paulo Curvelo   | 4x400m (m)               | 18e       | serie 1: 7de in 3.10,117                                 |
| Dionísio Castro                                          | marathon (m)             | DNF       | niet gefinisht                                           |
| Joaquim Pinheiro                                         | marathon (m)             | DNF       | niet gefinisht                                           |
| António Pinto                                            | marathon (m)             | DNF       | niet gefinisht                                           |
| José Urbano                                              | 20km snelwandelen (m)    | DSQ       | gediskwalificeerd                                        |
| José Magalhães                                           | 50km snelwandelen (m)    | 28e       | 4:20.12                                                  |
| José Pinto                                               | 50km snelwandelen (m)    | DSQ       | gediskwalificeerd                                        |
| José Urbano                                              | 50km snelwandelen (m)    | 25e       | 4:16.31                                                  |
| Nuno Fernandes                                           | polsstokhoogspringen (m) | 29e       | kwalificatie groep B: 15de met 5,00m                     |
|                                                          |                          |           |                                                          |
| Lucrécia Jardim                                          | 100m (v)                 | 23e       | serie 6: 4de in 11,58 kwartfinale 1: 7de in 11,66        |
| Lucrécia Jardim                                          | 200m (v)                 | 19e       | serie 1: 3de in 23,26 kwartfinale 2: 5de in 23,09        |
| Carla Sacramento                                         | 800m (v)                 | 13e       | serie 2: 3de in 2.00,57 halve finale 2: 6de in 2.02,85   |
| Carla Sacramento                                         | 1500m (v)                | 16e       | serie 1: 5de in 4.10,01 halve finale 2: 9de in 4.05,54   |
| Fernanda Ribeiro                                         | 3000m (v)                | 26e       | serie 2: 9de in 9.07,69                                  |
| Albertina Dias                                           | 10000m (v)               | 13e       | serie 2: 6de in 32.31,95 finale: 13de in 32.03,93        |
| Conceição Ferreira                                       | 10000m (v)               | DNF       | serie 1: 9de in 32.15,05 finale: niet gefinisht          |
| Fernanda Marques                                         | 10000m (v)               | DNF       | serie 2: 8ste in 32.38,16 finale: niet gefinisht         |
| Marta Moreira                                            | 400m horden (v)          | 22e       | serie 2: 6de in 58,24                                    |
| Marta Moreira Lucrécia Jardim Elsa Amaral Eduarda Coelho | 4x400m (v)               | 22e       | serie 2: 4de in 3.29,38 (NR) finale: 8ste in 3.36,85     |
| Aurora Cunha                                             | marathon (v)             | DNF       | niet gefinisht                                           |
| Manuela Machado                                          | marathon (v)             | 7e        | 2:38.22                                                  |
| Susana Feitor                                            | 10km snelwandelen (v)    | DSQ       | gediskwalificeerd                                        |
| Isilda Gonçalves                                         | 10km snelwandelen (v)    | 34e       | 50.23                                                    |
| Teresa Machado                                           | discuswerpen (v)         | 28e       | kwalificatie groep B: 14de met 59,44m                    |

### Badminton
| Olympiër                         | Onderdeel      | Resultaat | Prestatie                                           |
| -------------------------------- | -------------- | --------- | --------------------------------------------------- |
| Ricardo Fernandes                | enkelspel (m)  | 33e       | 1ste ronde: V van FIN Liljequist: 0-2 (3-15, 11-15) |
| Fernando Silva                   | enkelspel (m)  | 33e       | 1ste ronde: V van SWE Axelsson: 0-2 (7-15, 9-15)    |
| Ricardo Fernandes Fernando Silva | dubbelspel (m) | 17e       | 1ste ronde: V van USA Lee/Reidy: 0-2 (1-15, 10-15)  |

### Boogschieten
| Olympiër     | Onderdeel       | Resultaat | Prestatie                                                               |
| ------------ | --------------- | --------- | ----------------------------------------------------------------------- |
| Ana de Sousa | individueel (v) | 26e       | plaatsingsronde: 22ste met 1288 punten 1ste ronde: V van CHN Ma: 98-101 |

### Gymnastiek
| Olympiër      | Onderdeel       | Resultaat | Prestatie    |
| Ritmisch      | Ritmisch        | Ritmisch  | Ritmisch     |
| ------------- | --------------- | --------- | ------------ |
| Clara Piçarra | individueel (v) | DNS       | niet gestart |

### Judo
| Olympiër         | Onderdeel | Resultaat | Prestatie |
| ---------------- | --------- | --------- | --- |
| Rui Ludovino     | -60kg (m) | 23e       | 1ste ronde: W van DOM García: yuko 2de ronde: V van MGL Battulga: ippon |
| Augusto Almeida  | -65kg (m) | 13e       | 1ste ronde: W van PAR Céspedes: ippon 2de ronde: V van BRA Sampaio: ippon herkansingen: V van KOR Kim: ippon                                                                             |
| Rui Domingues    | -71kg (m) | 22e       | 1ste ronde: vrij 2de ronde: V van CHN Shi: waza-ari |
| António Matias   | -78kg (m) | 22e       | 1ste ronde: vrij 2de ronde: V van AUT Summer: ippon |
| Pedro Cristóvão  | -86kg (m) | 21e       | 1ste ronde: V van SUI Kistler: koka |
|                  |           |           | |
| Paula Saldanha   | -52kg (v) | 7e        | 1ste ronde: W van MGL Dechinmaa: ippon 2de ronde: W van CAN Poirier: koka kwartfinale: V van NED Gal: ippon herkansingen: W van EUN Maksutova: yuko herkansingen: V van ITA Giungi: yuko |
| Filipa Cavalleri | -56kg (v) | 9e        | 1ste ronde: W van IOA Blagojevic: walk-over 2de ronde: W van THA Pinitwong: yuko kwartfinale: V van BEL Flagothier: yuko herkansingen: V van USA Donahoo: waza-ari                       |

### Kanovaren
| Olympiër                                                      | Onderdeel     | Resultaat | Prestatie                                                                                                   |
| ------------------------------------------------------------- | ------------- | --------- | --- |
| José Garcia                                                   | K-1 500m (m)  | 18e       | serie 2: 3de in 1.42,96 herkansingen: 3de in 1.41,84 halve finale 2: 9de in 1.45,88                         |
| José Garcia                                                   | K-1 1000m (m) | 6e        | serie 4: 4de in 3.46,82 herkansingen: 1ste in 3.34,92 halve finale 2: 3de in 3.37,34 finale: 6de in 3.41,60 |
| Joaquim Queirós José Ferreira da Silva                        | K-2 500m (m)  | 13e       | serie 2: 6de in 1.37,73 herkansingen: 2de in 1.33,57 halve finale 2: 7de in 1.32,33                         |
| Joaquim Queirós José Ferreira da Silva                        | K-2 1000m (m) | 14e       | serie 1: 3de in 3.22,46 herkansingen: 4de in 3.18,42 halve finale 2: 8ste in 3.22,75                        |
| António Brinco António Monteiro Belmiro Penetra Rui Fernandes | K-4 1000m (m) | 15e       | serie 1: 5de in 3.02,38 halve finale 2: 7de in 3.00,90                                                      |

### Moderne vijfkamp
| Olympiër       | Onderdeel       | Resultaat | Prestatie |
| -------------- | --------------- | --------- | --- |
| Manuel Barroso | individueel (m) | 53e       | schermen: 61ste met 19 overwinningen zwemmen: 25ste in 3.23,2 schietsport: 65ste met 159 punten atletiek: 1ste in 12.26,0 paardensport: 26ste met 1008 punten totaal: 4719 punten |

### Paardensport
| Olympiër                                                        | Onderdeel   | Resultaat | Prestatie |
| Eventing                                                        | Eventing    | Eventing  | Eventing |
| --------------------------------------------------------------- | ----------- | --------- | --- |
| António Brás                                                    | individueel | 58e       | dressuur: 75ste met 85,00 strafpunten cross-country: 62ste met 143,60 strafpunten springconcours: 24ste met 10 strafpunten totaal: 238,60 strafpunten    |
| Vasco Ramires, Jr.                                              | individueel | 41e       | dressuur: 79ste met 91,40 strafpunten cross-country: 43ste met 82,40 strafpunten springconcours: 1ste met 0 strafpunten totaal: 173,80 strafpunten       |
| António Ramos                                                   | individueel | 46e       | dressuur: 62ste met 72,40 strafpunten cross-country: 52ste met 102,80 strafpunten springconcours: 41ste met 11,50 strafpunten totaal: 186,70 strafpunten |
| Alberto Rodrigues                                               | individueel | DNF       | dressuur: 55ste met 69,80 strafpunten cross-country: niet gefinisht                                                                                      |
| Vasco Ramires, Jr. António Ramos António Brás Alberto Rodrigues | team        | 15e       | dressuur: 17de met 227,20 strafpunten cross-country: 14de met 328,80 strafpunten springconcours: 5de met 21,50 strafpunten totaal: 599,10 strafpunten    |
| Springconcours                                                  |             |           | |
| Jorge Matias                                                    | individueel | 83e       | kwalificatie: 83ste 1ste ronde: 81ste met 0 punten 2de ronde: 78ste met 0 punten 3de ronde: niet gefinisht totaal: 0 punten                              |

### Roeien
| Olympiër                          | Onderdeel       | Resultaat | Prestatie |
| --------------------------------- | --------------- | --------- | --- |
| Daniel Alves João Fernando Santos | dubbel-twee (m) | 18e       | serie 3: 5de in 6.54,55 herkansingen: 4de in 6.46,14 halve finale C/D: 4de in 6.32,01 finale D: 1ste in 6.42,00 |

### Schermen
| Olympiër       | Onderdeel  | Resultaat | Prestatie |
| -------------- | ---------- | --------- | --- |
| José Bandeira  | degen (m)  | 62e       | 1ste ronde groep 4: 6de V van HUN Kulcsár: 3-5 V van GER Felisiak: 3-5 V van IRL O'Brien: 3-5 V van USA Marx: 0-5 V van ESP Pereira: 3-5 W van PAR Álvarez: 5-3   |
| Rui Frazão     | degen (m)  | 60e       | 1ste ronde groep 10: 7de V van EUN Kolobkov: 4-5 V van SWE Lundblad: 2-5 V van GER Schmitt: 1-5 V van EST Zuikov: 4-5 V van ARG di Tella: 0-5 W van SIN Wong: 5-1 |
| José Guimarães | floret (m) | 52e       | 1ste ronde groep 2: 7de V van EUN Shevchenko: 2-5 V van HUN Kiss: 2-5 V van CHN Wang: 1-5 W van USA Longenbach: 5-2 V van KOR Kim: 4-5 V van POL Sypniewski: 1-5  |
| Luís Silva     | sabel (m)  | 40e       | 1ste ronde groep 4: 6de V van EUN Shirshov: 2-5 V van ESP García: 2-5 V van HUN Köves: 1-5 V van GBR Fletcher: 0-5 V van USA Cottingham: 2-5                      |

### Schietsport
| Olympiër               | Onderdeel           | Resultaat | Prestatie                                                                               |
| ---------------------- | ------------------- | --------- | --------------------------------------------------------------------------------------- |
| Carla Cristina Ribeiro | 10m luchtgeweer (v) | 26e       | kwalificatie: 26ste met 387 punten (94-99-97-97)                                        |
|                        |                     |           |                                                                                         |
| Manuel da Silva        | trap                | 11e       | kwalificatie: 6de met 146 punten (24-24-25-23-25-25) halve finale: 11de met 193 punten  |
| António Palminha       | trap                | 11e       | kwalificatie: 14de met 145 punten (24-25-25-25-24-22) halve finale: 11de met 193 punten |
| João Rebelo            | trap                | 16e       | kwalificatie: 10de met 145 punten (21-25-25-24-25-25) halve finale: 16de met 191 punten |

### Tennis
| Olympiër                    | Onderdeel      | Resultaat | Prestatie                                                 |
| --------------------------- | -------------- | --------- | --------------------------------------------------------- |
| Bernardo Mota               | enkelspel (m)  | 33e       | 1ste ronde: V van CRO Ivanišević: 2-6, 2-6, 7-6, 6-4, 3-6 |
| Emanuel Couto Bernardo Mota | dubbelspel (m) | 17e       | 1ste ronde: V van FRA Forget/Leconte: 1-6, 3-6, 1-6       |

### Worstelen
| Olympiër       | Onderdeel      | Resultaat      | Prestatie                                                                     |
| Grieks-Romeins | Grieks-Romeins | Grieks-Romeins | Grieks-Romeins                                                                |
| -------------- | -------------- | -------------- | ----------------------------------------------------------------------------- |
| Paulo Martins  | -74kg (m)      | 19e            | 1ste ronde: V van BUL Ivanov: beslissing 2de ronde: V van CHN Wei: beslissing |

### Zeilen
| Olympiër                                          | Onderdeel         | Resultaat | Prestatie                                     |
| ------------------------------------------------- | ----------------- | --------- | --------------------------------------------- |
| João Rodrigues                                    | lechner A-390 (m) | 23e       | 235,0 punten: (25-10-18-20-22-21-24-23-28-18) |
| Victor Hugo Rocha Eduardo Seruca                  | 470 (m)           | 24e       | 148,0 punten: (23-27-20-26-5-21-18)           |
|                                                   |                   |           |                                               |
| Fernando Bello Francisco de Mello                 | star klasse       | 12e       | 101,0 punten: (1-9-PMS-19-8-21-14)            |
| Antonio Tanger Ricardo Batista Luis Miguel Santos | soling klasse     | 21e       | 116,0 punten: (21-21-16-18-16-15)             |

### Zwemmen
| Olympiër          | Onderdeel            | Resultaat | Prestatie                |
| ----------------- | -------------------- | --------- | ------------------------ |
| Paulo Trindade    | 50m vrije slag (m)   | 36e       | serie 7: 8ste in 23,81   |
| Artur Costa       | 400m vrije slag (m)  | 26e       | serie 2: 3de in 3.58,80  |
| Artur Costa       | 1500m vrije slag (m) | 17e       | serie 2: 6de in 15.41,26 |
| Miguel Arrobas    | 100m rugslag (m)     | 42e       | serie 2: 3de in 59,37    |
| Miguel Arrobas    | 200m rugslag (m)     | 34e       | serie 2: 6de in 2.06,02  |
| Alexandre Yokochi | 100m schoolslag (m)  | 39e       | serie 3: 3de in 1.05,61  |
| Alexandre Yokochi | 200m schoolslag (m)  | 25e       | serie 4: 3de in 2.18,97  |
| Miguel Cabrita    | 100m vlinderslag (m) | 46e       | serie 4: 6de in 57,07    |
| Miguel Cabrita    | 200m vlinderslag (m) | 34e       | serie 4: 6de in 2.04,28  |
| Diogo Madeira     | 200m vlinderslag (m) | 29e       | serie 3: 2de in 2.02,22  |
| Diogo Madeira     | 200m wisselslag (m)  | 33e       | serie 3: 2de in 2.07,38  |
|                   |                      |           |                          |
| Ana Alegria       | 100m vrije slag (v)  | 41e       | serie 7: 8ste in 23,81   |
| Ana Barros        | 100m rugslag (v)     | 36e       | serie 3: 7de in 1.06,11  |
| Ana Barros        | 200m rugslag (v)     | 24e       | serie 3: 2de in 2.17,59  |
| Ana Alegria       | 100m vlinderslag (v) | 36e       | serie 3: 4de in 1.04,18  |
| Joana Arantes     | 100m vlinderslag (v) | 39e       | serie 2: 4de in 1.04,59  |
| Joana Arantes     | 200m vlinderslag (v) | 19e       | serie 4: 6de in 2.16,56  |

Albanië · Algerije · Amerikaanse Maagdeneilanden · Amerikaans-Samoa · Andorra · Angola · Antigua en Barbuda · Argentinië · Aruba · Australië · Bahama's · Bahrein · Bangladesh · Barbados · België · Belize · Benin · Bermuda · Bhutan · Bolivia · Bosnië en Herzegovina · Botswana · Brazilië · Britse Maagdeneilanden · Bulgarije · Burkina Faso · Canada · Centraal-Afrikaanse Republiek · Chili · China · Chinees Taipei · Colombia · Congo-Brazzaville · Cookeilanden · Costa Rica · Cuba · Cyprus · Denemarken · Djibouti · Dominicaanse Republiek · Duitsland · Ecuador · Egypte · El Salvador · Equatoriaal-Guinea · Estland · Ethiopië · Fiji · Filipijnen · Finland · Frankrijk · Gabon · Gambia · Gezamenlijk team · Ghana · Grenada · Griekenland · Groot-Brittannië · Guam · Guatemala · Guinee · Guyana · Haïti · Honduras · Hongarije · Hongkong · Ierland · IJsland · India · Indonesië · Irak · Iran · Israël · Italië · Ivoorkust · Jamaica · Japan · Jemen · Jordanië · Kaaimaneilanden · Kameroen · Kenia · Koeweit · Kroatië · Laos · Lesotho · Letland · Libanon · Libië · Liechtenstein · Litouwen · Luxemburg · Madagaskar · Malawi · Malediven · Maleisië · Mali · Malta · Marokko · Mauritanië · Mauritius · Mexico · Monaco · Mongolië · Mozambique · Myanmar · Namibië · Nederland · Nederlandse Antillen · Nepal · Nicaragua · Nieuw-Zeeland · Niger · Nigeria · Noord-Korea · Noorwegen · Oeganda · Oman · Oostenrijk · Pakistan · Panama · Papoea-Nieuw-Guinea · Paraguay · Peru · Polen · Portugal · Puerto Rico · Qatar · Roemenië · Rwanda · Saint Vincent‑Grenadines · Salomonseilanden · Samoa · San Marino · Saoedi-Arabië · Senegal · Seychellen · Sierra Leone · Singapore · Slovenië · Soedan · Spanje · Sri Lanka · Suriname · Swaziland · Syrië · Tanzania · Thailand · Togo · Tonga · Trinidad en Tobago · Tsjaad · Tsjecho-Slowakije · Tunesië · Turkije · Uruguay · Vanuatu · Venezuela · Verenigde Arabische Emiraten · Verenigde Staten · Vietnam · Zaïre · Zambia · Zimbabwe · Zuid-Afrika · Zuid-Korea · Zweden · Zwitserland · Onafhankelijke olympische deelnemers